# Desperate Moment
Desperate Moment é um filme de suspense produzido no Reino Unido, dirigido por Compton Bennett e lançado em 1953.